# АЛМИР-65
АЛМИР-65 — язык программирования, разработанный в СССР в 1965 году в Институте кибернетики АН УССР под руководством академика Виктора Глушкова. Название расшифровывается как «алгоритмический язык для машины инженерных решений». Из названия ясно, что АЛМИР-65 использовался на ЭВМ МИР (Машина для Инженерных Расчётов).

## Алфавит
В языке АЛМИР-65 используется 45 букв: 31 буква русской кириллицы (без «Ё» и «Ъ») и 14 букв латинского алфавита, не совпадающих по своему начертанию с буквами русского алфавита («D», «F», «G», «I», «J», «L», «N», «Q», «R», «S», «U», «V», «W», «Z»).
Буквы используются для образования переменных, меток и других синтаксических конструкций.
В языке используются десятичные цифры: 1, 2, 3, 4, 5, 6, 7, 8, 9, 0. В нём также задано пять арифметических операций, задаваемых соответствующими символами: "+", "-", "×", "/", "↑". АЛМИР-65 также использует пять знаков отношений: "<", "≤", "=", ">", "≥".
Язык АЛМИР-65 использует четыре разделителя: «,» (запятая), «;» (точка с запятой), «.» (точка) и «10» (десятичный порядок) и семь специальных символов: “√”, “∑”, “∏”, “∫”, “ε”, “₣” и “∞”.

## Описание языка

### Типы данных

#### Числа
В АЛМИР-65 есть два типа числовых литералов: целые и с плавающей запятой, например: 125, 4.5105.
Целые числа не могут иметь в своём составе десятичного разделителя и порядка.
В записи чисел с плавающей запятой порядок следует за мантиссой и отделяется от неё знаком «10». Этот знак употребляется в том же смысле, что и буква «E» в записи чисел с плавающей точкой современных языков программирования. Так, запись «3.2105» соответствует математической записи {\displaystyle 3.2\cdot 10^{5}}.

### Выражения

#### Сумма
В языке АЛМИР-65 предусмотрена специальная функция суммирования, чья запись выглядит следующим образом:
- ∑(ident = a, b, c), соответствующая {\displaystyle \sum _{ident=a}^{b}{c}}

или
- ∑(ident = a, ∞, точность, c), соответствующая {\displaystyle \sum _{ident=a}^{\infty }{c}}

### Операции

#### Арифметические операции
АЛМИР-65 предоставляет наиболее распространённые арифметические операции для целых чисел и чисел с плавающей запятой:
| Обозначение | Выполняемая операция | Пример  | Результат примера |
| ----------- | -------------------- | ------- | ----------------- |
| +           | Сложение             | 2+3     | 5                 |
| -           | Вычитание            | 7-3     | 4                 |
| ×           | Умножение            | 1.2*0.4 | 0.48              |
| /           | Деление              | 6 / 3   | 2                 |
| ↑           | Возведение в степень | 5↑3     | 125               |

Наивысший приоритет имеет операция возведения в степень, затем следует умножение и деление; наименьший приоритет у сложения и вычитания.

## Пример программы
Пример программы на языке АЛМИР-65:
```
"Если" A > B "ТО" (A + B) "Иначе" (A – B)
```